# Hilton, New York
Hilton är en ort i Monroe County i delstaten New York, USA.